# Николо-Павловское
Виды с высоты
Николо-Па́вловское — село в Пригородном районе Свердловской области России. Входит в муниципальный округ Горноуральский, является центром Николо-Павловской территориальной администрации. 
Ранее было центром Николо-Павловского сельсовета Пригородного района.

## Население
| 2002 | 2010  | 2021  |
| ---- | ----- | ----- |
| 4800 | ↗5042 | ↘4560 |

## География
Село Николо-Павловское расположено к северу от Екатеринбурга и к югу от Нижнего Тагила, в 17 километрах от центра последнего, на реке Шайтанке — правом притоке реки Тагил.
Рядом с Николо-Павловским расположены населённые пункты:
- посёлок Монзино при одноимённой ж/д станции (в 1,5 км к северо-западу от села),
- посёлок Братчиково (в 2 км к западу),
- посёлок Отрадный (примыкает к северной части села),
- посёлок Ленёвка (в 2 км к югу),
- село Шиловка (в 8 км к востоку).

Николо-Павловское было сформировано путём слияния двух частей: состоящего преимущественно из частного сектора старого села Шайтанка и нового жилого микрорайона Совхозного. Река Шайтанка проходит по частному сектору и делит старую Шайтанку на две примерно равные половины (северную и южную). Через Николо-Павловское проходит шоссе регионального значения Екатеринбург — Нижний Тагил, разделяя старую Шайтанку и новый Совхозный на две части каждый (западную и восточную). Таким образом, село состоит из четырёх секторов: северо-западного, северо-восточного, юго-восточного и юго-западного.
В центре села начинается другое шоссе — Николо-Павловское — Алапаевск. Оно примыкает к Екатеринбургскому шоссе в районе церкви.

## История

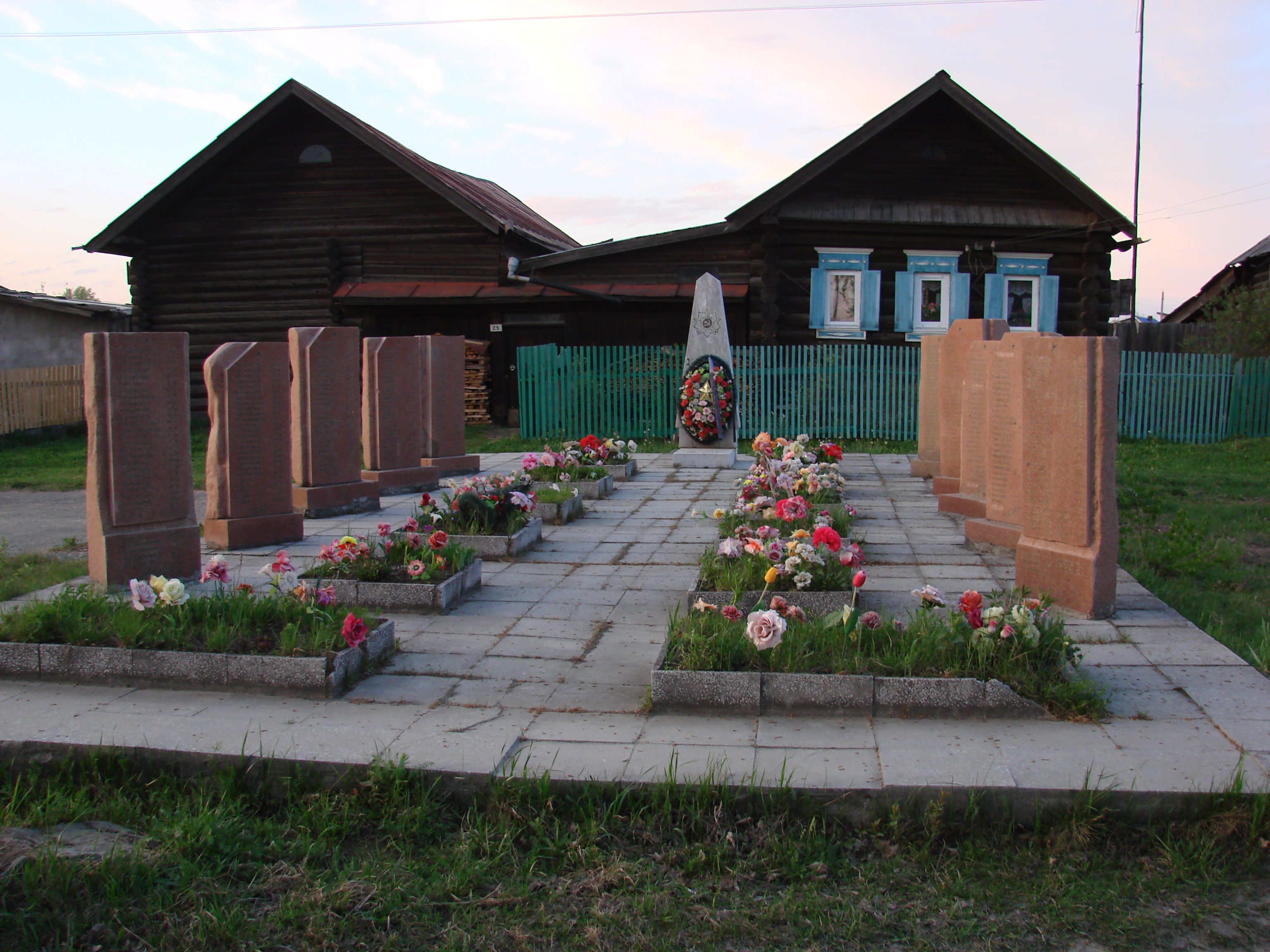
Мемориал «Братская могила воинов, погибших в госпиталях в годы Великой Отечественной войны»

В 1806 году по распоряжению Никиты Никитича Демидова на реке Шайтанке была основана деревня Павлушина, названная в честь его восьмилетнего сына Павла. Некогда проезжая по Невьянскому тракту, Никита Демидов заметил, что между Нижним Тагилом и Невьянском 50 вёрст и нет никакого поселения. Основателями деревни стали выигранные Демидовым в карты крепостные крестьяне из Рязанской и Черниговской губерний. Деревня Павлушина была самой большой в Тагильском округе. По данным 8-й ревизии, в деревне проживало 953 человека.
В 1828 году ввиду начала добычи золота и платины в данной местности жители стали работать на приисках.
С 1872 года населённое место стало называться селом Николо-Павловским в связи с открытием первого храма во имя святых Николая и Павла. В 1883 году храм сгорел при пожаре. В 1893 году в селе возведена новая каменная церковь. В годы советской власти храм не закрывался (хотя службы в конце 1930-х годов на несколько лет прерывались).
К концу XIX века в селении имелись 15 торговых лавок, две пивных лавки и одна казённая винная лавка, а также ренсковый погреб.
В 1906 году в селе было открыто земское училище, а в 1912 был открыт фельдшерский пункт. В селе был 761 двор, численность населения составляла 4779 человек.
В 1917 году в Николо-Павловском был создан красногвардейский отряд под командованием Самойлова-Монзина. В 1918 году село перешло под контроль белых. Белые вывезли местные большевиков в сторону станции Анатольской и расстреляли. В 1919 году село перешло под клнтроль красных. Расстрелянных ранее большевиков опознали и захоронили на площади около церкви. В 1958 году на месте захоронения красных был установлен  памятник.
В 1920 году в Николо-Павловском была создана изба-читальня. В 1929 году была открыта семилетняя школа колхозной молодёжи.
В годы Великой Отечественной войны из Николо-Павловского сельсовета был призван на фронт 681 человек. С войны не вернулись 445 человек.
В ноябре 1941 года обучающиеся в николо-павловской школе приняли участие в сборе средств на строительство танковой колонны «Свердловский комсомолец». Сельсовет оказывал помощь семьям красноармейцев. В 1942 году для них была открыта специальная столовая.
Уроженец Николо-Павловского Алексей Алексеевич Артамонов погиб 30 ноября 1941 года в воздушном бою на Южном фронте при таране вражеского разведывательного самолёта. 27 марта 1942 года Алексею Артамнову посмертно присовено звание Героя Советского Союза.
В 1944 году в селе Николо-Паловском появились электричество и радио.
В октябре 1949 года в селе была создана машинно-тракторная станция. Она обслуживала 9 колхозов Нижнетагильского и Висимского районов. В 1957 году МТС была ликвидирована.
В феврале 1961 года в Николо-Павловском был образован молочно-овощной совхоз «Николо-Павловский» на базе подсобных хозяйств ОРСа НТМК, подсобного хозяйства завода «Пластмасс», подсобного хозяйства треста «Тагилстрой» и колхоза им. Сталина. В 1960-е — 1970-е годы стремительно развивалось овощеводства в совхозе «Николо-Павловском». В 1975 году предприятие было награждено переходящим Красным Знаменем ЦК КПСС. В июне 1988 года коллектив совхоза был награждён дипломом Совета Министров РСФСР и ВЦСПС за победу в республиканском социалистическом соревновании. После распада СССР, в 1992 году, совхоз был преобразован в ТОО «Николо-Павловское». В настоящее время предприятие не действует.
В июне 1962 года на базе Николо-Павловского ветеринарного пункта в селе была создана районная ветеринарная лечебница.
В 1971 году а Николо-Павловском был открыт сельский клуб на 300 мест. В июне 1975 года был открыт детский сад на 140 мест. В 1978 году организована пожарная команда.
Вблизи Николо-Паловского в 1975 году открыт мемориальный комплекс воинам, умершим от ран в госпитале № 1714.
В декабре 1980 года было открыто новое здание школы на 624 обучающихся, а в сентябре 1982 года был открыт детский сад на 160 мест. В Николо-Павловском работали клуб «Малышок» и детский кинотеатр «Искра». В 1988 году была открыта музыкальная школа.
На 1981 год в Николо-Павловском работали: совхоз «Николо-Павловский», Пригородное районное объединение «Сельхозхимия», Николо-Павловское районное объединение «Сельхозтехника» (ремонт тракторов и комбайнов), газовая котельная, отделение связи, участковая 25-местная больница, амбулатория и фельдшерский пункт, Николо-Павловская ПМК-8, средняя школа, детский сад, дом культуры, библиотеки.
В феврале 1991 года была открыта детская школа искусств.
В феврале 2008 года открылось отделение общей врачебной практики.
В августе 2014 года в Николо-Павловском построен новый стадион «Импульс».

## Инфраструктура

### Государственные и иные центральные учреждения
- Территориальная администрация
- Пригородное лесничество
- Центральное пожарное депо
- Опорный пункт полиции Пригородного РОВД
- Почта и телеграф Николо-Павловского
- Отделение Сбербанка

### Медицина
- Участковая больница (общая врачебная практика)
- Частная клиника «Морсель»

### Образование
- Общеобразовательная школа
- Художественная школа
- Три детских сада

### Храм
Церковь Николая Чудотворца
- Православный храм Николая Чудотворца

### Торговля
В Николо-Павловском есть супермаркет, торговый центр, а также продуктовые, хозяйственные, канцелярские и строительные магазины. Есть также придорожная ремесленная торговля.

### Досуг
- Дом культуры (Николо-Павловский поселковый клуб)
- Частный контактный зоопарк GreenPoll
- Библиотека
- Стадион «Импульс»

### Мелкая промышленность и сельское хозяйство
Основное предприятие села — совхоз «Николо-Павловский», включающий в себя несколько более мелких предприятия; также в Николо-Павловском есть небольшой деревообрабатывающий завод. Работают котельная, автосервис, автозаправка, автомойка, распределительная электроподстанция местного значения, несколько частных предприятий и их хозяйств. В черте села находятся метеовышка и две вышки сотовой связи.

## Общественный транспорт
Из Николо-Павловского курсируют автобусы и маршрутные такси до Нижнего Тагила.
Вдоль юго-западной и западной окраин села проходит ветка Нижний Тагил — Екатеринбург Свердловской железной дороги. Действует остановочный пункт Шайтанка.